# Skuteč
Skuteč (in tedesco Skutsch) è una città della Repubblica Ceca facente parte del distretto di Chrudim, nella regione di Pardubice.